# Тощая
Тощая (Тоша) — река в России, протекает по территории Кестеньгского сельского поселения Лоухского района Карелии. Длина реки — 10 км.
Тощая течёт преимущественно в восточном направлении, беря начало в болотах. Впадает в Тикшеозеро на высоте 111,5 м над уровнем моря.
Населённые пункты на реке отсутствуют.

## Данные водного реестра
По данным государственного водного реестра России относится к Баренцево-Беломорскому бассейновому округу, водохозяйственный участок реки — Ковда от Иовского гидроузла и до устья. Речной бассейн реки — бассейны рек Кольского полуострова и Карелии, впадает в Белое море.
Код объекта в государственном водном реестре — 02020000612102000001357.